# Ivo Pulga
Ivo Pulga (* 20. Juni 1964 in Modena) ist ein ehemaliger italienischer Fußballspieler und heutiger -trainer.

## Karriere

### Spielerkarriere
Pulga entstammt der Jugend der AC Carpi und wurde 1980 im Alter von 16 Jahren in den Profikader übernommen. Er konnte sich auf Anhieb durchsetzen und zur Stammkraft in der Serie D werden. Nach zwei Jahren in Carpi wurde er an den FC Bologna verliehen, mit dem er am Ende der Saison nach keinem einzigen Einsatz aus der Serie B abstieg. Daraufhin kehrte er zu Carpi zurück und spielte erneut als Stammspieler in der Serie D.
Nach nur einem Jahr verließ er Carpi wieder und wechselte zum FC Modena in die Serie C1. Nach einer soliden Saison wechselte er erneut nach nur einem Jahr und schloss sich dem damaligen Zweitligisten Cagliari Calcio an. Am Ende der zweiten Spielzeit in Cagliari musste er zusammen mit dem Verein den Gang in die Drittklassigkeit antreten und konnte erst nach zwei weiteren Saisons in der Serie C1 wieder in die zweite Spielklasse aufsteigen. In der darauffolgenden Saison gelang jedoch mit dem dritten Platz der sofortige Durchmarsch in die Serie A. In seiner ersten Serie-A-Spielzeit konnte er mit der Mannschaft zudem den Klassenerhalt erreichen, bevor er den nächsten Karriereschritt absolvierte: Im Sommer 1991 wechselte Pulga zum Europapokal-Teilnehmer AC Parma. In seiner Premierenspielzeit für Parma konnte er den Sieg der Coppa Italia sowie die daraus resultierende erneute Qualifikation für einen europäischen Wettbewerb feiern. In der Saison 1992/93 gelang ihm mit Parma der dritte Tabellenplatz sowie der Sieg des Europapokals der Pokalsieger. Nachdem er in zwei Jahren zwar zwei Titel gewann, jedoch nie zu den Stammspielern gehörte, wechselte Pulga in die zweite Liga zu Vicenza Calcio, wo er jedoch nur eine Saison spielte, die man mit einem Mittelfeldplatz abschloss.
Im Sommer 1994 wechselte Pulga zurück zu seinem Jugendverein, der AC Carpi, die inzwischen in die Serie C1 aufgestiegen war. Mit Carpi spielte er noch fünf Jahre in der Serie C1, wobei man im vierten Jahr nur knapp den Aufstieg verpasste, als man im Finale der Play-offs der AC Monza Brianza mit 2:3 unterlag. In seinem letzten Jahr als Fußballer musste Pulga zudem mit der AC Carpi in die Serie C2 absteigen.

### Trainerkarriere
Nach seiner aktiven Zeit absolvierte Pulga Trainerlehrgänge und erwarb die nötigen Lizenzen. Ab 2003 arbeitete er in der Jugendabteilung des FC Modena, in der er bis 2011 arbeitete. 2011 wurde Pulga dann zu Cristiano Bergodis Assistenten befördert und somit zum Co-Trainer der Profimannschaft. Auch nach Bergodis Entlassung blieb er unter Agatino Cuttone Co-Trainer, ebenso nach Cuttones Entlassung und Bergodis Rückkehr. Im Sommer 2012 verließ Pulga den Verein und war für kurze Zeit auf Vereinssuche.
Nachdem in der Saison 2012/13 der Erstligist Cagliari Calcio seinen Trainer Massimo Ficcadenti aufgrund von ausbleibendem Erfolg – das Team stand nach sechs Spieltagen mit zwei Punkten auf dem letzten Tabellenplatz – entließ, wurde Pulga als neuer Chefcoach vorgestellt. Unter Pulga kam die Mannschaft zu Konstanz und konnte sicher und ungefährdet den Klassenerhalt feiern. Trotz der guten Ergebnisse blieb Pulga nicht Cheftrainer der Rossoblù: Da Cagliaris Wunschkandidat für den Trainerposten, der Uruguayer Diego López, verpflichtet werden konnte, rutschte Pulga ins zweite Glied und wurde Co-Trainer. Nach einer durchwachsenen Spielzeit wurde López sechs Spieltag vor Schluss nach einer 1:3-Niederlage gegen die AS Rom entlassen, woraufhin Pulga die Sarden – inzwischen wieder in Abstiegsgefahr geraten – vor jenem Schicksal bewahren sollte. Nach sieben Punkten aus den ersten drei Spielen unter Pulga war der Klassenerhalt bereits perfekt und aller Sorgen ledig. Obwohl Pulga auch in seiner zweiten Amtszeit in Cagliari zu überzeugen wusste, fanden keine Vertragsgespräche nach Saisonende statt. Stattdessen verpflichtete der Verein Zdeněk Zeman als Nachfolger.
Im April 2018 wurde Pulga nach fast vierjähriger Pause Trainer von Brescia Calcio.
Anfang Juni 2018 wurde er Scout bei Brescia Calcio.

## Erfolge
- Aufstieg in die Serie A: 1989/90
- Italienischer Pokalsieger: 1991/92
- Europapokalsieger der Pokalsieger: 1992/93